# Miguel de San José

Miguel de San José, O.SS.T (Madrid, 26 de septiembre de 1682 - Baza, 17 de mayo de 1757), fue un religioso trinitario descalzo, lexicógrafo y bibliógrafo,  Ministro General de la Orden de la Santísima Trinidad y Obispo de Guadix.

## Biografía
Miguel Jerónimo Vallejo de Berlanga, nombre secular de fr. Miguel de San José, nació en Madrid el 26 de septiembre de 1682, hijo de Juan de Diego y Maríz Berlanga. Realizó estudios de Gramática con el famoso profesor jesuita Antonio de Goyeneche en Madrid. Desde muy temprano destacó su especial talento para la lengua latina. Nada más cumplir los quince años pidió ser admitido como trinitario descalzo en el convento de Madrid. Ingresó en el noviciado de Torrejón de Velasco el 8 de abril de 1697 y emitió la profesión religiosa en Madrid al año siguiente.
Muy joven fue elegido Lector de Filosofía y Teología en el colegio de la Orden de Alcalá de Henares. Con treinta años publicó su primera obra Estudio de la Verdad, que contó con dos ediciones realizadas en Madrid en 1715 y 1767. Estaba preparando otra obra, llamada Chronologia sacra cuando le llegó el nombramiento de procurador general de la Orden Trinitaria ante la Santa Sede y ministro del convento trinitario de San Carlo alle Quattro Fontane en Roma. Apenas instalado en Roma comenzó una estrecha relación de amistad con Próspero Lambertini, que era promotor de la Fe. También defendió la obra del que fuera cardenal Dominico Selleri, propositiones damnatae, del ataque de los jansenistas. 
En favor de la Orden Trinitaria, como su procurador general, resolvió el problema de la identidad de los restos de San Juan de Mata, su Fundador en 1198. La cuestión había sido rechazada ya en dos ocasiones por la Sagrada Congregación de Ritos, pero fr. Miguel reunió pruebas sobre la identidad de las reliquias y consiguió el fallo favorable de la Congregación, obteniendo del papa Benedicto XIII que dichas reliquias, que se encontraban en Madrid, fuesen cedidas por el Nuncio a los Descalzos de la Santísima Trinidad. También trabajó y puso en buen camino las causas de canonización de los trinitarios reformados: Juan Bautista de la Concepción, Miguel de los Santos y Tomás de la Virgen. Del mismo papa Benedicto XIII obtuvo el permiso para la creación de la Provincia Trinitaria Descalza de Polonia, bajo el título de San Joaquín, y de la Provincia Trinitaria Descalza de Austria y Hungría, bajo el título de San José. En 1722 fue nombrado Comisario General para los conventos trinitarios de Italia. 
Su espíritu misionero quedó patente con la fundación en Roma de un gran colegio destinado a la formación de misioneros trinitarios. Solicitó a la Santa Sede la iglesia de Santa María alpe Fornaci, que finalmente, después de no pocas vicisitudes, obtuvo del papa Clemente XI mediante el breve Ecclesiae Catholicae regimini de 8 de noviembre de 1720, confirmada la potestad para construir un colegio de misioneros trinitarios por el papa Inocencio XIII con su breve Ad pastoralis dignitatis del 4 de agosto de 1721. Fr. Miguel de San José tomó posesión de la iglesia en nombre de la Orden el 22 de noviembre de 1720, los primeros religiosos trinitarios que a él llegaron fueron tres españoles, un austriaco, un polaco y un italiano. El año 1759 la Familia Descalza española cedió el colegio a las tres provincias no españolas. Desde ese momento sirvió casi exclusivamente para la formación de jóvenes trinitarios rusos y polacos.
El Capítulo Provincial de la Provincia del Espíritu Santo, celebrado el 10 de mayo de 1732, eligió a Fr. Miguel como Ministro Provincial. Unos años después, en el Capítulo General celebrado en Livorno el año 1747, fr. Miguel de San José fue elegido Ministro General de la Descalcez, convirtiéndose en el 51.er sucesor de San Juan de Mata. Su antiguo amigo Próspero Lamberti, era en ese momento papa con el nombre de Benedicto XIV, y como gesto de amistad el 6 de mayo de 1748 le regaló el sarcófago monumental que por 442 años guardó las reliquias de San Juan de Mata, fundador de la Orden Trinitaria. Destacó su espíritu de prudencia en el gobierno de la Orden, ganado prestigio en Roma y en la Corte española. El rey Fernando VI lo propuso varias veces para obispo, renunciando en dos ocasiones, pero cuando en 1749 quedó vacante la sede de Guadix, fue personalmente el Papa quien pidió a fr. Miguel la aceptación del nombramiento como nuevo obispo de la sede accitana, y por concesión también del mismo Benedicto XIV continuó siendo ministro general de la Orden hasta la celebración del siguiente Capítulo General, si bien el gobierno de la Orden lo ejerció como vicario general fr. Rodrigo de San Laureano. Recibió la ordenación episcopal en la iglesia de San Carlo alle Quattro Fontane, en Roma, por imposición de manos del Cardenal Portocarrero, asistido por los obispos Valdina y Tría.

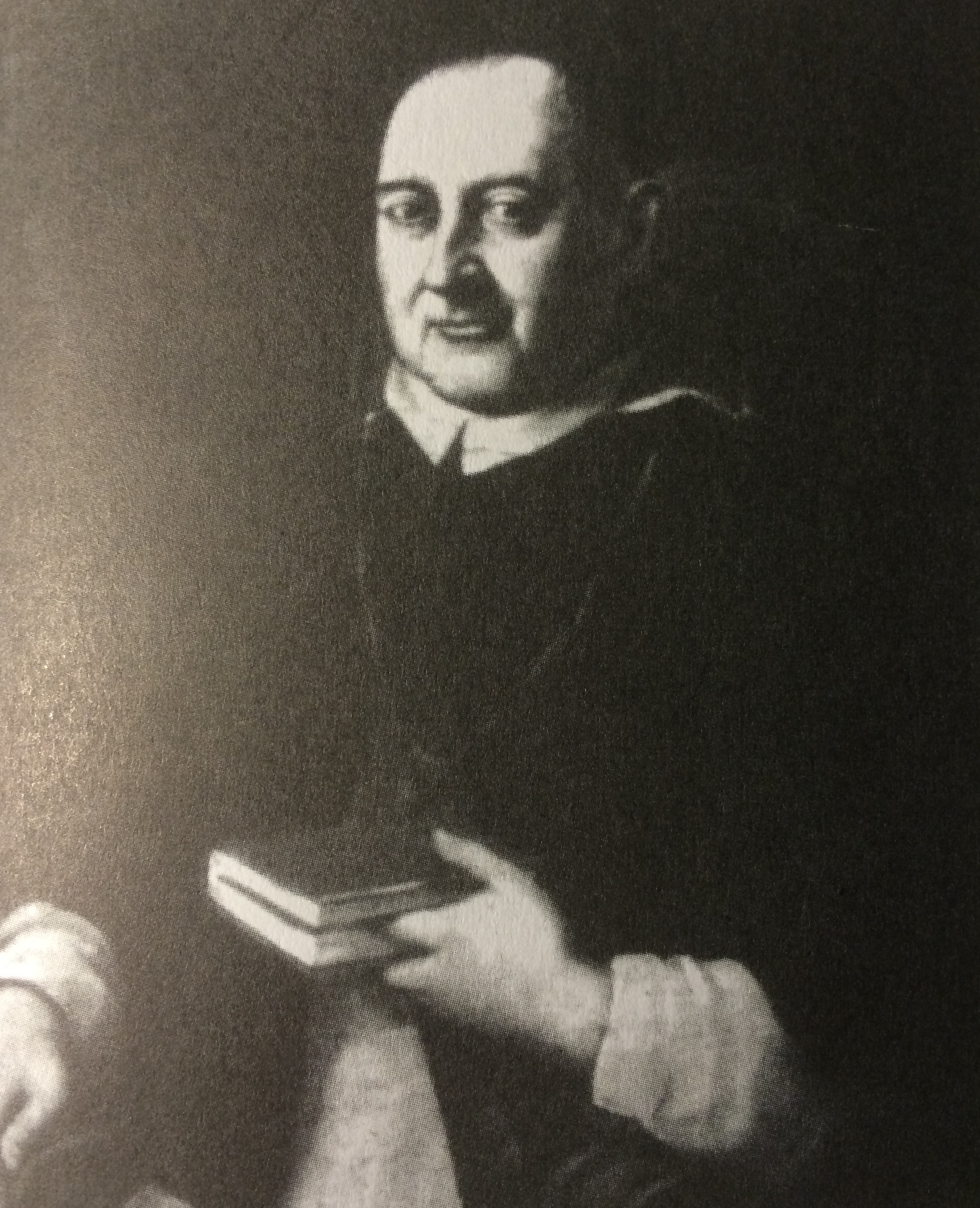
Ministro General de la Orden Trinitaria y Obispo de Guadix-Baza

 Ya instalado como obispo de Guadix se entregó a la actividad apostólica, visitando la parroquias y monasterios, corrigiendo abusos, alentando al clero en su ministerio y practicando la caridad con los más necesitados. Convirtió su palacio episcopal en lugar de acogida y curación de los enfermos con más necesidades de la diócesis, incluso hospicio de peregrinos. En 1753 se interesó por adelantar el proceso de canonización de fr. Marcos Criado, trinitario mártir en la localidad de La Peza, perteneciente a su diócesis. Finalmente murió en Baza, co-sede episcopal, el 17 de mayo de 1757, y fue enterrado en la concatedral bastetana. El epitafio de su tumba es el siguiente:

D.O.M IMO. AC REV. DD. MICHAELI A S.JOSEPH ACCITANAE ET HUJ. BASTITANAE ECCL. ANTISTITI

OLIM IN ROMA ATHENEO CENSORI. S.S. P. BEN. XIV CHARO ORD. SS.TRIN. DISCALC. IN HISPAN. GENERALI

ERUDITISS. LIBRO.M CLARISS. SCRIPTORI

XVI.KAL.JUN.ANN.DO. M.D.C.C.LVII.VITA FUNCTO HIC JACENTI

D.D DAMIANUS ESPINOSA DE LOS MONTEROS HUJ.S. ECCLES. ABB. IN SUAE GRATIT. TESTIMON. HOC MONUMENTUM L.P.

I.P.Q.

## Obras
Escribió un Adumbratum sapientum idioma seu Lexicon en 24 volúmenes que no llegó a la imprenta y se perdió, así como una Bibliographia critica sacra et prophana (Madrid, Tipografía de Antonio Marín, 1740-1742, 4 vols.) que incluía autores de todos los países ordenados alfabéticamente por su nombre latinizado. Es una obra muy personal, que incluye juicios suyos sobre cada autor, y más que ofrecer información bibliográfica lo que le importa al autor es difundir sus ideas. Los grandes autores son motivo para que resuma sus obras y sus traducciones a todas las lenguas y elabore pequeñas monografías sobre cada uno; San Agustín, por ejemplo, le ocupa 41 páginas. También incluye, en la entrada Bibliotheca, una de las primeras bibliografías de bibliografías. Asimismo, compuso una Crisis de critices arte, sive Tractatus de vetere et nova critice in quo altera cum altera confertur, utriusque... (Madrid: Tipografía de Antonio Marín, 1745).